# Brazilok (film)
A Brazilok 2017-ben bemutatott magyar filmvígjáték Rohonyi Gábor és M. Kiss Csaba rendezésében. A forgatókönyvet M. Kiss Csaba, Muhi Klára és Huszár Péter írta, a zenéjét Bornai Tibor szerezte. A film a M&M Film gyártásában készült. 
Magyarországon az InterCom forgalmazásában 2017. április 6-án mutatták be a mozikban.

## Cselekmény
Acsa két részre van osztva, az egyik a magyar része, mindegyikük rasszista és gazdag, a másik része jóval szerényebb, ezek között főként cigányok és romungrók (félig cigányok, félig magyarok) a film azzal kezdődik hogy Fingi (a főszereplő és narrátor) és barátai gallyakat lopnak az erdőből. Eközben Rozi, a szegényes, de belülről viszonylag szebb házukban táncol Gáspár Laci zenéjére. Törökéknek új plazma TV-je érkezik meg. Fingi bemutatja a barátait és elkezd focizni egy üres fémdobozzal, közben találkozik Csaba atyával, aki megállítja a fiút, mert azt mondta, hogy Ronádo és kérdezte hogy ejtse-e l-lel. Eközben Áron kiszabadult a börtönből, mert kiütötte a törököt, és felszáll egy buszra, és a buszon találkozik.

## Szereplők

### Főszereplők
| Szereplő     | Színész            |
| ------------ | ------------------ |
| Polgármester | Fekete Ernő        |
| Józsi        | Schmied Zoltán     |
| Áron         | Nagy Dániel Viktor |
| Csaba atya   | Bánki Gergely      |
| Fingi        | Lakatos Erik       |
| Ábel         | Bergendi Barnabás  |
| Török        | Dóra Béla          |
| Kalános      | Nagy Norbert       |
| Rozi         | Farkas Franciska   |
| Dezső        | Kaszás Gergő       |

### Mellékszereplők
| Szereplő        | Színész           |
| --------------- | ----------------- |
| Boldizsár       | Lakatos Csaba     |
| Gazsiga         | Lakatos Renátó    |
| Pöcök           | Pászik Krisztofer |
| Bianka          | Mészáros Blanka   |
| Ilike           | Dobó Kata         |
| Önmaga          | Gáspár Laci       |
| Mari            | Parti Nóra        |
| Buszvezető      | Anger Zsolt       |
| Polgármesterné  | Schell Judit      |
| Roma asszony    | Gryllus Dorka     |
| Őrsparancsnok   | Epres Attila      |
| Csipa           | Orosz Ákos        |
| Főtörzsőrmester | Lengyel Ferenc    |
| Törzsőrmester   | Szalay Marianna   |
| Gazsiga anyja   | Vasvári Emese     |
| Gondnok         | Szilágyi István   |
| Kálmán          | Bezerédi Zoltán   |
| Szénégető       | Székely B. Miklós |
| Török anyja     | Rezes Judit       |
| Postás          | Galkó Balázs      |
| Baseballsapkás  | Bárdosi Sándor    |
| Férfi           | Nyári Oszkár      |
| Roma asszony    | Jónás Judit       |
| Öltönyös        | Galambos Péter    |

## Nézettség
A nézettségi adatok szerint 79 872 jegyet adtak el rá.

## Díjak, elismerések
- 2018 – I. helyezett, nagyjátékfilm kategória – 2. Hét Domb Filmfesztivál, Komló [2]